# Draft de l'NBA del 1978
El Draft de l'NBA de 1978 és recordat per la selecció, en el sisè lloc, de Larry Bird pels Boston Celtics. També va ser el primer draft en el qual el número 1 no era un jugador nascut als Estats Units, Mychal Thompson de Bahames.

## Primera ronda
|  | = All-Star     |
|  | = Hall of Fame |

| Posició | Jugador                     | Nacionalitat | Equip de l'NBA         | Origen (Universitat/club) |
| ------- | --------------------------- | ------------ | ---------------------- | ------------------------- |
| 1       | Mychal Thompson (C)         | Bahames      | Portland Trail Blazers | Minnesota                 |
| 2       | Phil Ford (PG)              | Estats Units | Kansas City Kings      | North Carolina            |
| 3       | Rick Robey (C)              | Estats Units | Indiana Pacers         | Kentucky                  |
| 4       | Micheal Ray Richardson (SG) | Estats Units | New York Knicks        | Montana                   |
| 5       | Purvis Short (SF)           | Estats Units | Golden State Warriors  | Jackson State             |
| 6       | Larry Bird (PF/SF)          | Estats Units | Boston Celtics         | Indiana State             |
| 7       | Ron Brewer (SG)             | Estats Units | Portland Trail Blazers | Arkansas                  |
| 8       | Freeman Williams (SG)       | Estats Units | Boston Celtics         | Portland State            |
| 9       | Reggie Theus (SF/SG)        | Estats Units | Chicago Bulls          | UNLV                      |
| 10      | Butch Lee (PG)              | Puerto Rico  | Atlanta Hawks          | Marquette                 |
| 11      | James Hardy (PF)            | Estats Units | New Orleans Jazz       | San Francisco             |
| 12      | George Johnson (SF/PF)      | Estats Units | Milwaukee Bucks        | St. John's                |
| 13      | Winford Boynes (SG/SF)      | Estats Units | New Jersey Nets        | San Francisco             |
| 14      | Roger Phegley (SG/SF)       | Estats Units | Washington Bullets     | Bradley                   |
| 15      | Mike Mitchell (SF)          | Estats Units | Cleveland Cavaliers    | Auburn                    |
| 16      | Jack Givens (SF)            | Estats Units | Atlanta Hawks          | Kentucky                  |
| 17      | Rod Griffin                 | Estats Units | Denver Nuggets         | Wake Forest               |
| 18      | Dave Corzine (C)            | Estats Units | Washington Bullets     | DePaul                    |
| 19      | Marty Byrnes (SF)           | Estats Units | Phoenix Suns           | Syracuse                  |
| 20      | Frank Sanders (SG/SF)       | Estats Units | San Antonio Spurs      | Southern                  |
| 21      | Mike Evans (PG)             | Estats Units | Denver Nuggets         | Kansas State              |
| 22      | Ray Townsend (PG)           | Estats Units | Golden State Warriors  | UCLA                      |

## Jugadors destacats no escollits en 1a ronda
| Posició | Jugador               | Nacionalitat | Equip de l'NBA        | Origen (Universitat/club) |
| ------- | --------------------- | ------------ | --------------------- | ------------------------- |
| 23      | Terry Tyler (SF)      | Estats Units | Detroit Pistons       | Detroit                   |
| 29      | John Long (SG)        | Estats Units | Detroit Pistons       | Detroit                   |
| 36      | Maurice Cheeks (PG)   | Estats Units | Philadelphia 76ers    | West Texas State          |
| 40      | Wayne Cooper (C)      | Estats Units | Golden State Warriors | New Orleans               |
| 60      | Michael Cooper (SG)   | Estats Units | Los Angeles Lakers    | New Mexico                |
| 64      | Gerald Henderson (SG) | Estats Units | San Antonio Spurs     | Virginia Commonwealth     |